# Bulbophyllum gamblei
Bulbophyllum gamblei är en orkidéart som först beskrevs av Joseph Dalton Hooker, och fick sitt nu gällande namn av Joseph Dalton Hooker. Bulbophyllum gamblei ingår i släktet Bulbophyllum och familjen orkidéer. Inga underarter finns listade i Catalogue of Life.